# Manuel Schäffler
Manuel Schäffler (Fürstenfeldbruck, 6 febbraio 1989) è un calciatore tedesco, attaccante svincolato.

## Palmarès

### Individuale
- Capocannoniere della 3. Liga: 1

2017-2018 (22 gol)